# Рока (Ђенова)
Рока је насеље у Италији у округу Ђенова, региону Лигурија.
Према процени из 2011. у насељу је живело 21 становника. Насеље се налази на надморској висини од 851 м.